# Aquarius (мініальбом)
Aquarius — мініальбом електронного дуету Boards of Canada, випущений на лейблі Skam Records 5 січня 1998 на 7-дюймовій вініловій платівці. Цей мініальбом є одним з найкоротших у дискографії Boards of Canada; довжина його становить менше 14 хвилин.

## Огляд
Композиція «Aquarius» засновується на семплі з однойменної пісні з кіноверсії мюзиклу «Волосся» 1979 року. Семпл узято з саундтреку авторства Гальта МакДермота; він є джерелом характерного ритму та партії на бас-гітарі, що грає впродовж композиції. Також у композиції присутні кілька фрагментів дитячих голосів зі старих епізодів американської дитячої телепередачі Вулиця Сезам.
У другій половині композиції, жіночий голос починає англійською рахувати такти композиції. Голос починає з числа 1 (one англійською), рахує до числа 36 (thirty-six англійською), після чого починає називати випадкові числа, включаючи неіснуюче число «шістдесят десять» (sixty-ten). На дебютному альбомі Boards of Canada, Music Has the Right to Chilren, є композиція під назвою «Sixtyten». Сума чисел від 1 до 36 включно дорівнює 666.
«Aquarius» також зʼявилася на Music Has the Right to Children у вкороченій версії з незначними змінами.
Інша композиція на мініальбомі, «Chinook», попередньо випускалася у коротшій версії на неофіційному альбомі гурту Boc Maxima. 

## Список композицій
1. «Aquarius» — 6:10
2. «Chinook» — 7:25